# Ryan Hunter-Reay
Ryan Hunter-Reay (n. 17 decembrie 1980, Dallas, Texas, Statele Unite ale Americii) este un pilot de curse, care a câștigat IndyCar în sezonul 2012. 

## Cariera în IndyCar
| Sezon | Echipă                                    | Puncte | Loc clasament general |
| ----- | ----------------------------------------- | ------ | --------------------- |
| 2007  | Rahal Letterman Racing                    | 119    | 19                    |
| 2008  | Rahal Letterman Racing                    | 360    | 8                     |
| 2009  | Vision Racing A. J. Foyt Enterprises      | 298    | 15                    |
| 2010  | Andretti Autosport                        | 445    | 7                     |
| 2011  | Andretti Autosport A. J. Foyt Enterprises | 347    | 7                     |
| 2012  | Andretti Autosport                        | 468    | 1                     |
| 2013  | Andretti Autosport                        | 469    | 7                     |
| 2021  | Andretti Autosport                        | 256    | 17                    |